# Hypatopa caepae
Hypatopa caepae (лат.) — вид мелких молевидных бабочек рода Hypatopa из семейства сумрачные моли (Blastobasidae, Gelechioidea). Эндемик Коста-Рики (Центральная Америка). Длина передних крыльев 4,5 мм. Усики и хоботок серовато-коричневые, а ноги буроватые. Окраска задних и передних крыльев палево-коричневая. Обладает сходством с видами Hypatopa cotytto, отличаясь от них деталями строения гениталий. Вид был впервые описан в 2013 году американским лепидоптерологом Дэвидом Адамски (David Adamski, Department of Entomology, Национальный музей естественной истории, Смитсоновский институт, Вашингтон). Название вида происходит от латинского слова caepa.